# 约翰·艾伦
约翰·R·艾伦（英語：John R. Allen，1953年12月15日—），美国海军陆战队上将，已退役。艾伦是前任国际安全援助部队（ISAF）司令、驻阿美军司令，于2011年7月上任，并于2013年2月卸任，此前为美国中央司令部副司令，并因大卫·彼得雷乌斯调任而短暂代理司令。2012年10月10日，国防部长帕内塔声明提名他为欧洲最高盟军司令、美国欧洲司令部司令，有待参议院确认，但因调查事件而暂时搁置，他本人因家庭原因放弃该提名，并于2013年4月退役。2014年9月，他獲任伊斯兰国问题對策总统特使。

## 简历[2]
艾伦委任官后，先进入海军陆战队初級班，后分發陆战2师8团2营任排长、步兵连连长。之后他前往华盛顿特区，在海军陆战队兵营，海军陆战队学校担任礼仪官。然后艾伦进入国防情报学院深造，完成研究生情报计划，获优秀毕业生。随后他成为海军陆战队战略与国际问题研究中心（CSIS）研究员，并成为外交关系委员会第一位海军陆战队员。
1985年，他回到海军陆战队基层任职，先在陆战1师7团担任步兵连连长、火力支援连连长，后转到4团3营担任作战参谋，在此期间他获得了莱夫特威奇领导奖杯。1988年，艾伦前往安納波利斯海軍官校，在政治科学系任教，1990年，他作为军事教官获得了威廉·P·克莱门茨奖。
1990年，艾伦再次前往海军陆战隊初級班，担任步兵军官课程主任教官，1992年，他獲选为海军陆战队研究员，并担任第30任海军陆战队司令和战斗发展司令部司令特别助理。1994年，他前往陆战第2师，担任作战参谋，随后调任陆战1师4团2营营长，陆战2师6团2营营长，并随第160联合特遣队参与加勒比地区应急行动，代号为海洋信号行动，1995-1996年，巴尔干地区应急行动中，作为第6舰队的登陆部队，参与联合努力行动。
担任过营长后，艾伦成为第31任海军陆战队司令的高级隨員，后成为军事秘书。1999年至2001年，他担任了海军陆战队初級班主任，后回到海军官校担任副校长，2002年，艾伦成为第79任海官學生總隊長，这是第一位担任此职的陆战队军官。
随后，艾伦晋升为准将，并在國防部長室担任亚太事务主任。2006年至2008年，艾伦担任陆战第2远征旅旅长，和陆战第2远征军副司令，参与伊拉克自由行动，并在安巴尔省服役，担任多国部队西方副司令。艾伦最近的职务是在2008年7月-2011年6月，担任美国中央司令部副司令，2010年3月，因司令大卫·彼得雷乌斯突然调任驻阿富汗国际维和部队司令，而短暂代理司令。
2011年7月，艾伦晋升上将，担任驻阿富汗国际维和部队司令。2012年底，艾伦經提名為欧洲司令部司令，欧洲盟军最高司令部司令，但因调查时间暂时搁置，他本人也因家庭原因放弃提名，调查事件于2013年2月澄清，当月艾伦卸任，并于4月退役。退役后，艾伦仍然作为国务卿克里的顾问工作，2014年9月，艾伦被任命为伊斯兰国问题對策总统特使。

## 任职经历

### 指挥官任职
1. 陆战2师8团2营，排长、步兵连连长
2. 1985年，陆战1师7团担任步兵连连长、火力连连长
3. 陆战1师4团2营营长
4. 陆战2师6团2营营长
5. 2006年至2008年，陆战第2远征旅，旅长，兼任陆战第2远征军副司令
6. 多国部队西路军副司令
7. 2008年7月-2011年6月，美国中央司令部副司令
8. 2011年7月-2013年2月，驻阿富汗国际维和部队司令

### 参谋任职
1. 陆战1师4团3营作战参谋
2. 海军陆战队司令和战斗发展司令部司令特别助理
3. 1994年，陆战2师，作战参谋
4. 海军陆战队司令高级副官、军事秘书
5. 国防部长办公室，亚太事务主任

### 其他任职
1. 海军陆战队学校，礼仪官
2. 海军陆战队战略与国际问题研究中心（CSIS），研究员
3. 1988年，海军官校，政治科学系军事教官
4. 1990年，海军陆战队初級班，步兵军官课程主任教官
5. 海军陆战队，研究员
6. 1999年至2001年，海军陆战队初級班，班主任
7. 海军官校副校長
8. 2002年，海军官校學生總隊長

## 功奖
|                                   | 海军和陆战队伞兵徽章      |
|                                   | 国防部长办公室勤务识别章  |
|                                   | 国防部杰出服役勋章        |
|                                   | 国防部优异服役勋章        |
| Gold star · Gold star · Gold star | 功绩勋章 4次              |
|                                   | 国防部军功奖章            |
| Gold star                         | 军功奖章 2次              |
| Gold star · Gold star · Gold star | 海军和陆战队嘉奖 4次      |
| Gold star                         | 海军和陆战队成就奖章 2次  |
| Bronze oak leaf cluster           | 联合功绩集体奖章 2次      |
|                                   | 海军集体嘉奖              |
| Bronze star · Bronze star         | 海军功绩集体嘉奖 3次      |
| Bronze star · Bronze star         | 国防服役奖章 3次          |
|                                   | 武装部队远征奖章          |
| Bronze star                       | 伊拉克参战奖章 2次        |
|                                   | 反恐战争远征奖章          |
|                                   | 反恐战争服役奖章          |
|                                   | 韩国国防服役奖章          |
|                                   | 武装部队服役奖章          |
|                                   | 人道主义服役奖章          |
| Silver star                       | 海军海外服役奖章 6次      |
| [[Image:\|106px\|border\|alt=]]   | 北约颁发南联盟奖章        |
|                                   | 4等云麾勋章特种领绶       |
|                                   | 3等波兰功绩勋章指挥官十字 |
|                                   | 波兰战役星                |
|                                   | 波兰陆军奖章              |

## 丑闻
在提名成为北约最高司令官最高司令之前，其卷入前中情局局长彼得雷乌斯的婚外情丑闻，遭美国军方纪律检查。2012年11月份其与佛罗里达州交际花吉尔·凯利存在不恰当通信遭媒体曝光，因而受到美国国防部调查，调查后得到澄清。